# ダッジ・アティテュード
ダッジ・アティテュード (Dodge Attitude) とはメキシコでダッジブランドで販売されているサブコンパクトセダンである。2006年から2014年にかけては現代自動車（ヒュンダイ）からのOEM供給車種で、ベース車はアクセントであった（MC型が2006年から2011年まで、RB型が2011年から2014年まで販売された）。2000年から2004年までダイムラー・クライスラーと資本提携関係にあったヒュンダイはメキシコ国内に販売網を持っておらず、クライスラー・デ・メヒコ（現：FCAメキシコ）とOEM契約を結んで、同社の小型車および商用車をダッジブランド（商用車は後にラムブランドに移行）へ供給していた。
その後、ヒュンダイは独自に販売網を展開することとなり、クライスラー・デ・メヒコは2014年7月に三菱自動車工業とOEM供給契約を結び、同年11月からアトラージュ（ミラージュG4）の同型車とするタイ製の新型アティテュードの販売を開始した。なお、三菱自動車もかつてはダイムラー・クライスラーと資本提携関係にあり、同社のメキシコでの販売網はFCAメヒコによって展開されている。

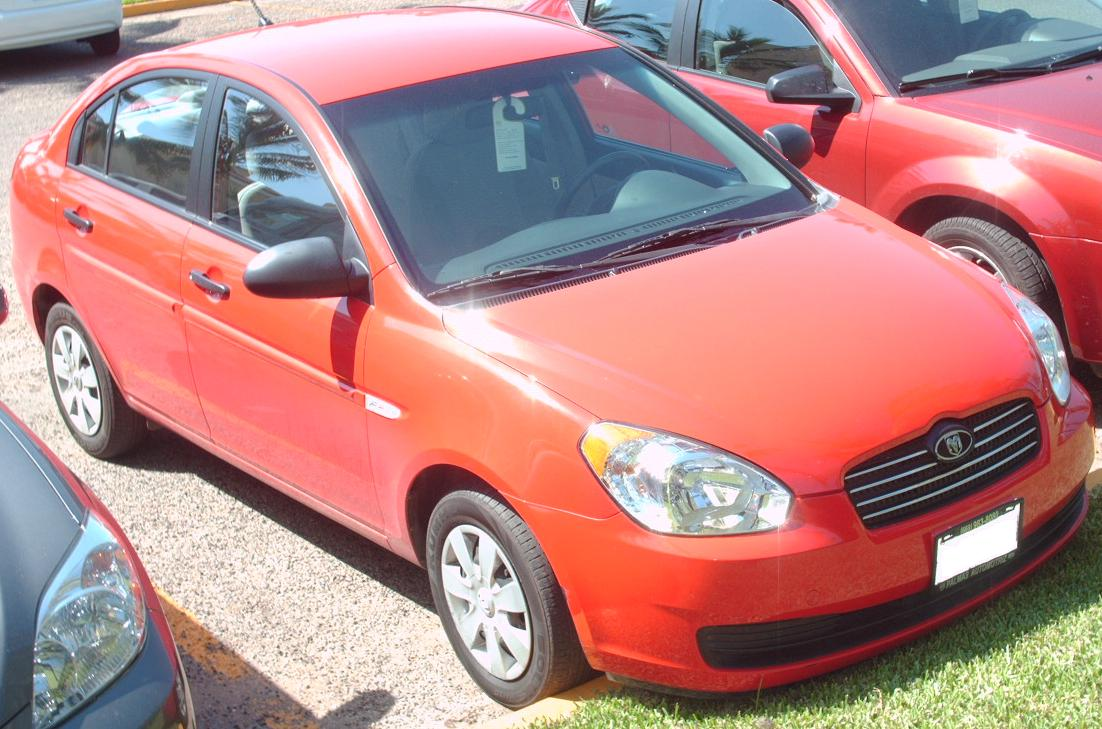
初代。旧いダッジのエンブレムが装着されている。
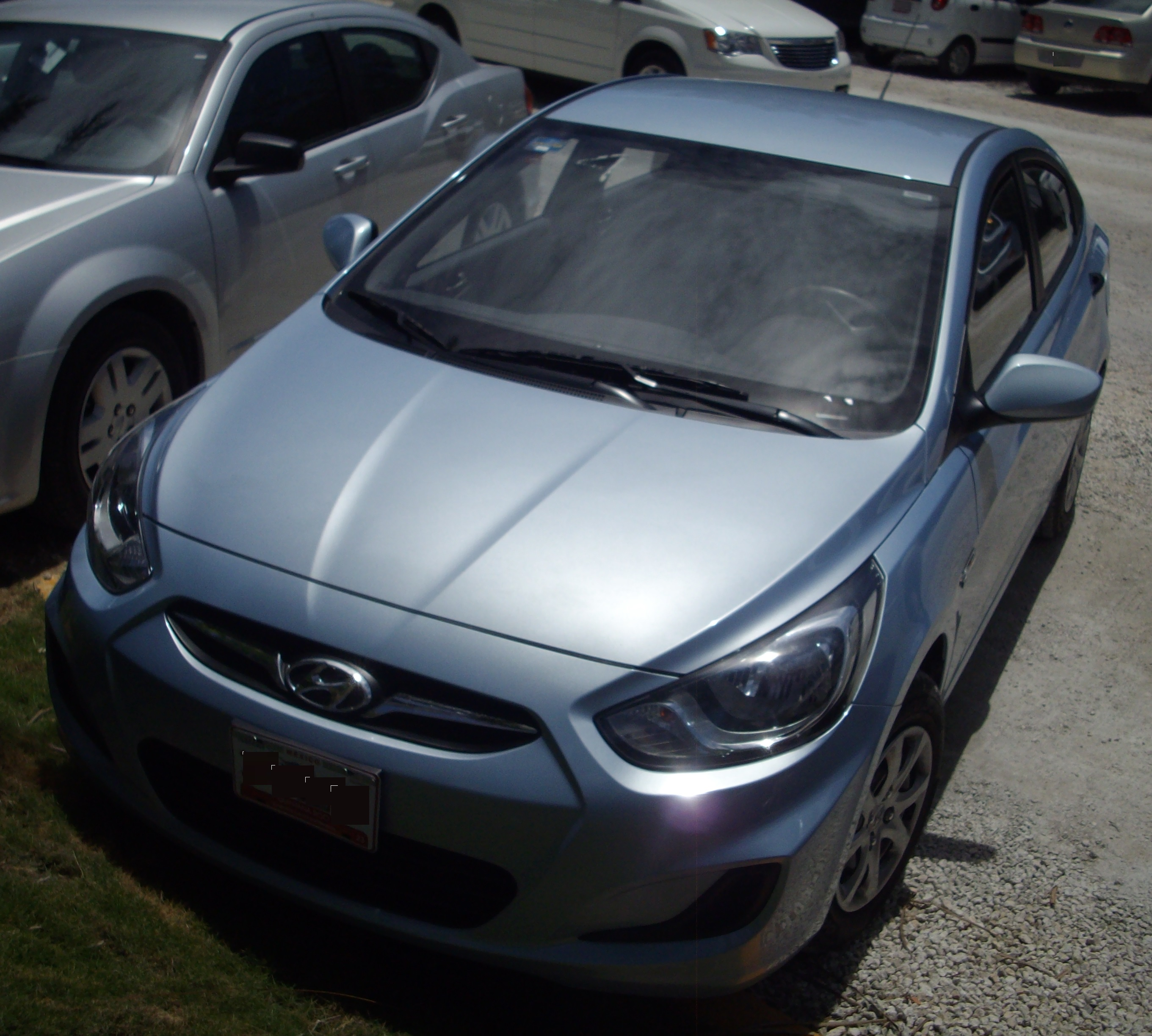
2代目（フロント）。ベース車同様ヒュンダイのエンブレムが装着されている。
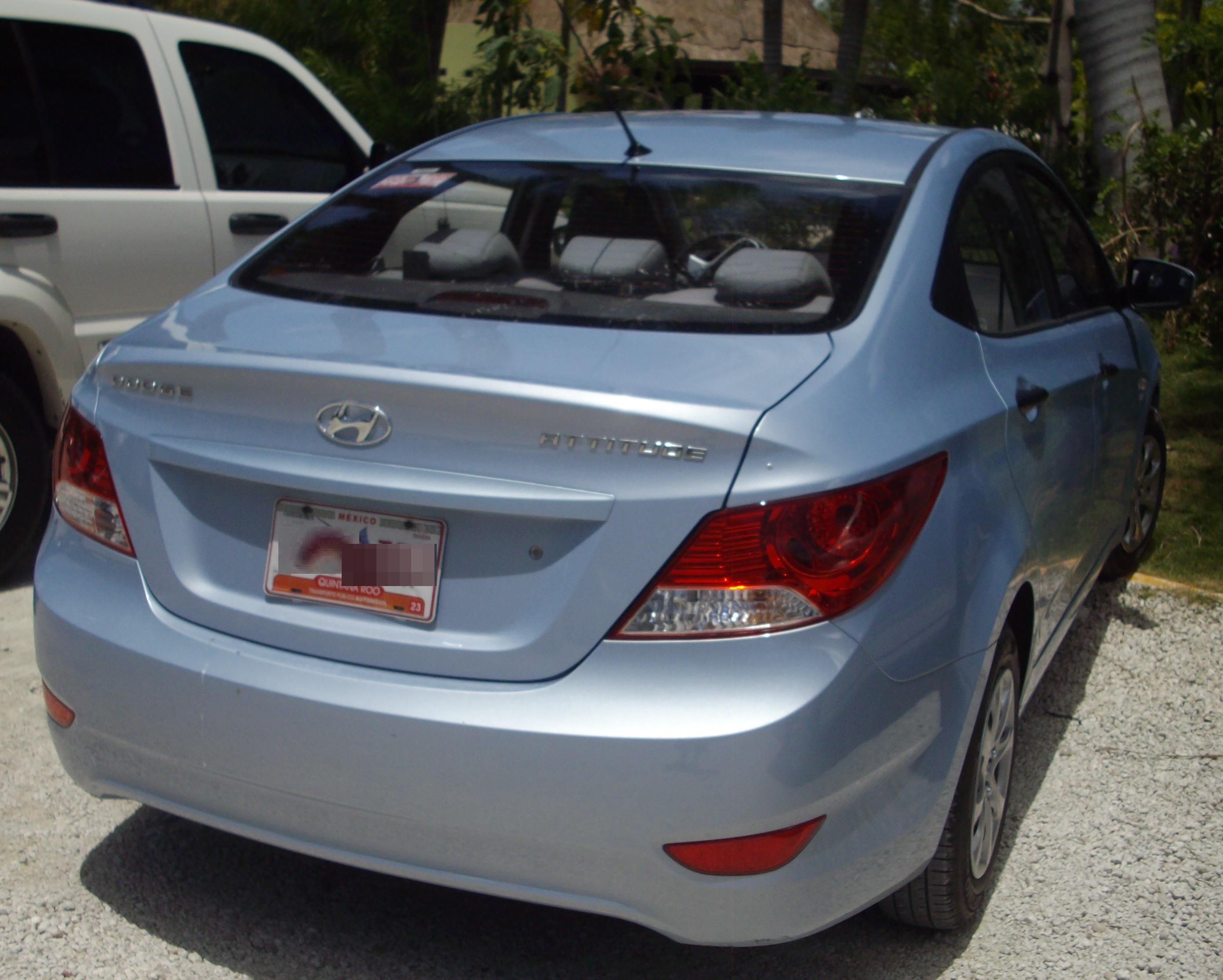
2代目（リア）。車名のエンブレムがベース車と異なる。
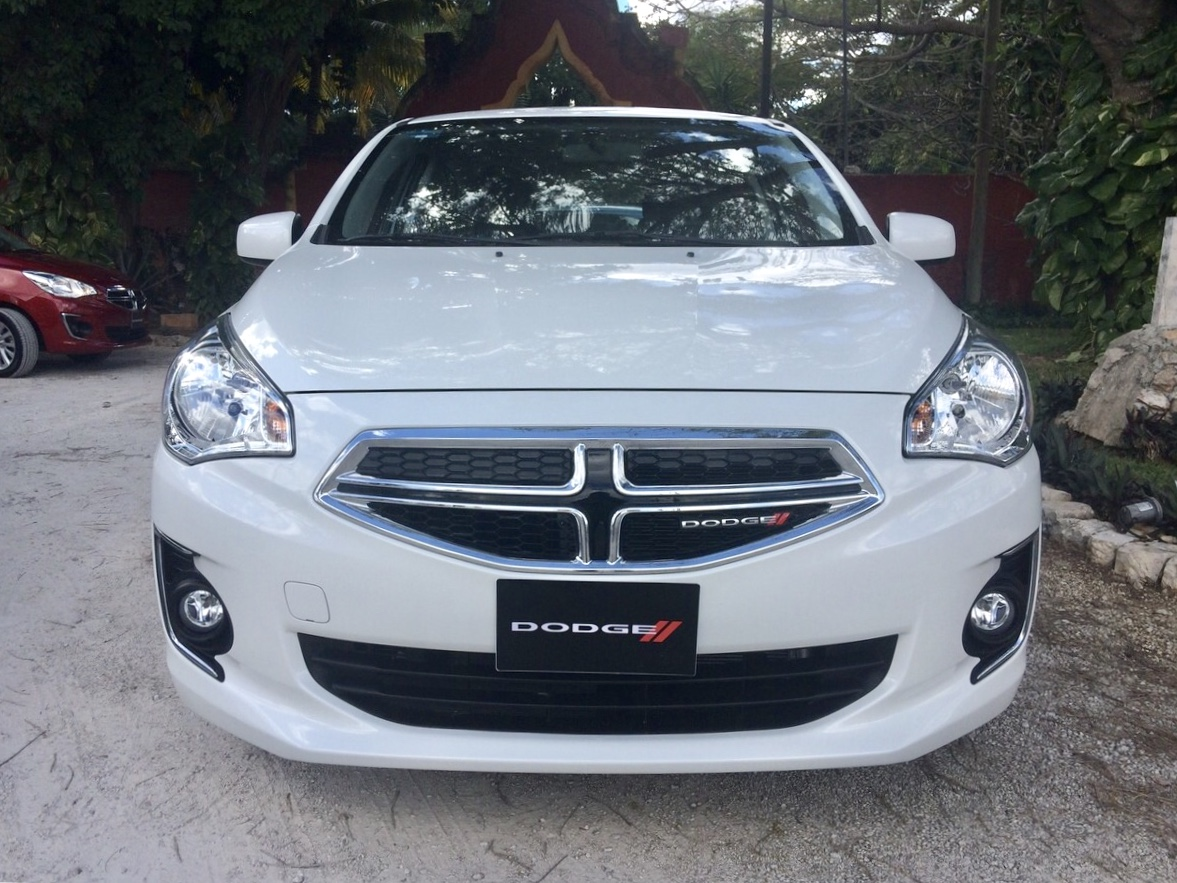
3代目フロント